# Henr
Henr (H) – jednostka indukcyjności oraz permeancji (przewodności magnetycznej) w układzie SI (jednostka pochodna układu SI). Nazwa „henr” pochodzi od nazwiska amerykańskiego fizyka Josepha Henry’ego.

## Definicje henra
- Henr jest to indukcyjność takiego obwodu, w którym prąd o natężeniu 1 ampera wytwarza strumień magnetyczny o wartości 1 webera.
- Obwód ma indukcyjność jednego henra, jeżeli przy jednostajnej zmianie prądu o 1 amper w czasie jednej sekundy indukuje się w nim napięcie samoindukcji równe 1 woltowi[1].

## Wymiar henra
{\displaystyle \mathrm {H={\frac {kg\cdot m^{2}}{C^{2}}}={\frac {kg\cdot m^{2}}{s^{2}\cdot A^{2}}}={\frac {J}{A^{2}}}={\frac {T\cdot m^{2}}{A}}={\frac {Wb}{A}}={\frac {V\cdot s}{A}}={\frac {s^{2}}{F}}=\Omega \cdot s} }
gdzie:
A – amper,
C – kulomb,
F – farad,
J – dżul,
kg – kilogram,
m – metr,
s – sekunda,
Wb – weber,
T – tesla,
V – wolt,
Ω – om.